# Clube de Xadrez São Paulo

Fundado em 1902, o Clube de Xadrez São Paulo (CXSP) é o mais antigo clube destinado à prática do xadrez na América Latina e um dos mais antigos do mundo. Localizado no centro da cidade de São Paulo, Brasil, contribui na organização de alguns dos principais torneios de xadrez do Brasil, promove atividades semanais ligadas ao xadrez e apoia projetos sociais que visam à implementação do xadrez nas escolas.
O clube se destaca principalmente pela sua relevância em toda a história do xadrez paulista e por ter recebido alguns dos melhores jogadores do mundo, incluindo os campeões mundiais do passado Alekhine, Capablanca, Euwe, Smyslov, Petrosian, Spassky, Karpov e Kramnik. O clube também conta com uma das maiores bibliotecas de xadrez no mundo, com aproximadamente 4 mil títulos. 

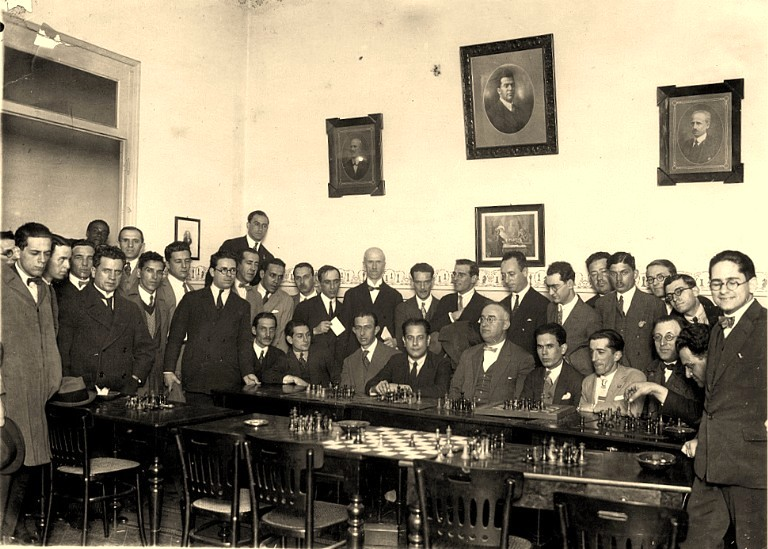
Simultânea do cubano José Raul Capablanca no CXSP em 16 de Agosto de 1927

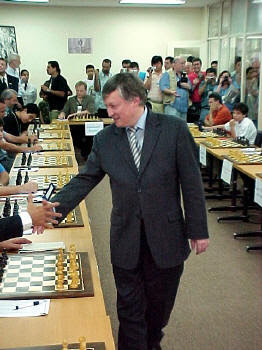
Simultânea do enxadrista russo Anatoly Karpov, ex-campeão mundial, no CXSP em 17 de Agosto de 2003

## História

### Fundação
Fundado por iniciativa de um pequeno grupo de alemães entusiastas do jogo, sua ata inaugural foi toda escrita no dialeto do país europeu. Sua primeira casa foi na Rua General Osório em 12 de junho de 1902, e seu primeiro presidente foi C. F. Lichtemberger, um dos fundadores.

### Mudanças de sede
Com instabilidades em seu início, o clube mudou constantemente de local passando do salão Progredior, à Rua 15 de Novembro, para a Rua Boa Vista, Largo da Sé, Ruas Libero Badaró, Quitanda, Álvares Penteado, Anhangabaú, Ladeira São João e Largo do Café. Sua prosperação se iniciou com os presidentes Marinho Briquet, e posteriormente, José de Azevedo Oliveira, ambos campeões do clube por um longo período. Foi, no entanto, com Vicente Túlio Romano, que o clube de fato iniciou sua consolidação. Na época, vindo do tradicional Café Guarany - localizado em Porto, Portugal - o presidente trouxe o primeiro representante da categoria internacional para o Clube de Xadrez São Paulo.
Em 1925, o clube se tornou notável para o mundo. Com a ida de Túlio Romano para um torneio internacional em Buenos Aires, a instituição teve seu ingresso no cenário mundial de xadrez. Após o torneio, grandes nomes do esporte como, Richard Réti, Alexander Alekhine e Jose Raul Capablanca visitaram a entidade brasileira, iniciando uma constante na história do clube: a tradição de receber os principais jogadores mundiais.
Continuando a crescer, foi em 1941 que o clube sediou o primeiro torneio internacional de xadrez no Brasil, denominado Torneio Internacional de Águas de São Pedro, que patrocinou o evento. Para a competição, foram convidados mestres europeus e sul-americanos, enquanto os brasileiros foram foram selecionados pela Confederação Brasileira de Xadrez e o Clube de Xadrez de São Paulo. De todas partidas, apenas duas ocorreram no clube. Do resto, a maioria aconteceu no Grande Hotel de Águas de São Pedro, e outras duas no hall de entrada do Teatro Municipal de São Paulo.
No mesmo ano, o clube fundou a Federação Paulista de Xadrez. A entidade rapidamente se tornou a máxima do xadrez em São Paulo, organizando todos torneios e eventos da modalidade - atualmente, ela responde à Confederação Brasileira de Xadrez (CBX). A fundação da entidade ajudou o clube a sanar um problema interno de premiações e títulos. Até então, o título de campeão do CXSP se confundia com o de campeão paulista.
Já estabelecido, o clube se mudou para a movimentada Rua 24 de Maio, em 1951. No ano seguinte, considerado uma instituição sem fins lucrativos, foi declarado uma entidade de utilidade pública estadual. Em 1954, em homenagem, e como celebração, ao quarto centenário de São Paulo, o clube organizou o Festival Nacional de Xadrez, com convidados do Brasil inteiro, e o Torneio Internacional de Composição de Problemas. Para esse, foi criado um livro bilíngue, em francês e português, que foi distribuído para fora do país posteriormente.
O clube chegou a seu auge com a ascendência de Márcio Elísio de Freitas a presidência, em 1959. Eleito, o enxadrista brasileiro e ex-presidente da Federação Paulista de Xadrez (em 1955), propunha uma reforma estatuária e a compra da sede própria do clube. Seu sucesso foi grande, e reeleito em 1961, estabeleceu os anos mais próspero do CXSP, entre 1960 e 1970. À época, foram registrados 800 sócios. Foi ele, também, o responsável por trazer o clube para a Rua Araújo, em 1960,  local onde a entidade está estabelecida até os dias atuais.

### Parcerias, Copa Itaú e Projetos Sociais
A partir do século XX, o clube ingressou em projetos sociais. Em 2008, fundou um curso de xadrez para crianças em Heliópolis. A intenção do curso é melhorar o desempenho escolar das crianças por meio da prática do esporte
Entre 1997 e 2006 o clube organizou e sediou um dos maiores torneios de xadrez da América Latina em parceria com o banco Itaú. A Copa Itaú foi o principal torneio de xadrez do Brasil no final da década de 1990 e início dos anos 2000. Realizada na cidade de São Paulo, a competição reuniu os melhores enxadristas do país com alguns destaques estrangeiros. O torneio reuniu, em média, entre 150 e 200 enxadristas conforme a capacidade máxima do Clube de Xadrez de São Paulo.  O número recorde foi em 2003, quando a Copa Itaú recebeu 198 participantes. .
Em 2008, Celso Villares Freitas, filho de Márcio Elísio de Freitas que havia falecido em 1988, se tornou o presidente do CXSP. Com o novo mandatário, o clube começou a sair do vermelho. Em 2009, foi fechada uma parceria com a Semp Toshiba. O negócio rendeu por volta de R$ 60 mil a entidade enxadrista. Com a nova parceria, o CXSP voltou a fazer ações sociais em Heliópolis. Em 2011, junto com a empresa brasileira de eletrônicos, trouxeram o campeão mundial de xadrez, Garry Kasparov para conhecer o Projeto Social de Xadrez no bairro em São Paulo - o dia de sua visita foi nomeado como "O Dia do Xadrez".
A parceria com a marca de eletrônicos ainda rendeu dois novos torneios realizados na própria sede do Clube de Xadrez de São Paulo - ambos fazem parte do "Circuito Semp Toshiba de Xadrez". Com a volta de uma renda estável, o clube se restabeleceu na cidade, atingindo a estabilidade. Atualmente, sob o comando do presidente Sérgio Silva de Freitas e vice Celso Freitas, a entidade enxadrista realiza diversos torneios semanais e internos, internacionais, além dos virtuais.

### Xadrez na Internet e série da Netflix
Durante a pandemia, cresceu a prática do xadrez, principalmente nas plataformas on-line e, ainda em 2020, o sucesso da minissérie da Netflix "Gambito da Rainha" ajudou a popularizar ainda mais o xadrez. Com maior visibilidade, o xadrez cresce em todo o mundo e marca uma nova fase na historia do CXSP. O clube ingressou em projetos envolvendo plataformas digitais, enquanto mantém a sua rica tradição na modalidade clássica de xadrez presencial jogado sobre o tabuleiro.

## Enxadristas brasileiros de destaque
O CXSP tem, até os dias de hoje, importante papel na formação de muitos dos principais jogadores de xadrez do Brasil. A começar por Vicente Túlio Romano - primeiro representante do clube em um torneio internacional, que em 1925 disputou o torneio de Mar del Plata -, o clube foi fundamental na formação da elite do xadrez brasileiro. Já foram sócios do clube os campeões brasileiros GM Gilberto Milos Júnior, GM Krikor Sevag Mekhitarian, GM André Diamant, MI Herman Claudius V. Riemsdijk, MI Hélder Câmara e MI Alexandru Sorin Segal, além de muitos outros mestres com papel relevante na história do xadrez nacional. Todos os campeões brasileiros, assim como os maiores jogadores de xadrez do Brasil, já participaram de torneios no CXSP. 

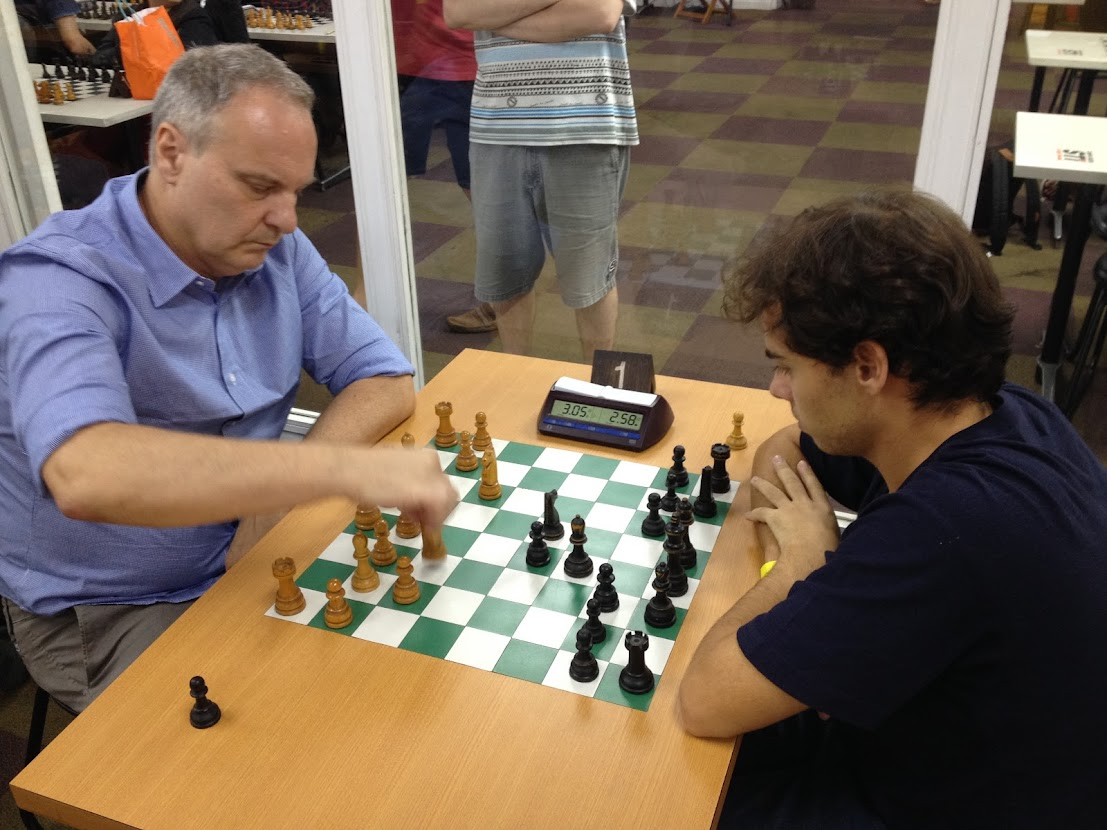
O GM Gilberto Milos Jr., multi-campeão brasileiro de xadrez, jogando uma partida no salão do CXSP

## Tradicionais torneios/eventos sediados e realizados pelo CXSP
Todos os torneios e eventos realizados pelo Clube de Xadrez São Paulo seguem as regras de xadrez da FIDE.
- Torneios semanais CXSP - Rápido/ Blitz
- Circuito CXSP - Virgílio
- Campeonato Escolar do CXSP - categorias sub 8 - 10 - 12 - 14 anos
- Campeonato Brasileiro Blitz - sub 20 absoluto e feminino
- Campeonato Brasileiro sub 20 - absoluto e feminino
- Circuito Solidário de Xadrez
- Copa Escolar MKTV
- Torneio Pensado IRT FIDE sub 2200
- Campeonato Paulista Feminino de Xadrez
- Festival Catavento/CXSP de Xadrez
- Simultânea do MI Mauro de Souza
- IRT Rápido Jainy Rouse Magalhães
- Campeonato Brasileiro Feminino de Xadrez Semi-final